# Waza (Kamerun)
Waza ist eine Gemeinde im Département Logone-et-Chari in der Region Extrême-Nord in Kamerun. 

## Geografie
Knapp 10 km nordwestlich von Waza verläuft die nigerianische Grenze. Der nach dem Ort benannte Waza-Nationalpark befindet sich südöstlich.

## Verkehr
Die längste kamerunische Nationalstraße, die N1, durchquert den Ort auf ihrem letzten Abschnitt von der Provinzhauptstadt Maroua nach Kousséri.

## Bedrohung durch Boko Haram
Durch die auch in Kamerun agierende nigerianische Terrorgruppe Boko Haram ist die Region sehr unsicher. Beispielsweise wurde nahe Waza am 16. Mai 2014 die Unterkunft chinesischer Bauarbeiter, die die N1 ausbesserten, von Boko Haram überfallen. Hierbei wurden auch 10 der Chinesen entführt, die später mit anderen Geiseln befreit werden konnten.